# Mikael Helasvuo
Mikael Helasvuo, född 23 juli 1948 i Helsingfors, är en finländsk flöjtist.

## Biografi
Helasvuo studerade för bland andra Juho Alvas i Helsingfors och Aurèle Nicolet i Freiburg samt barockflöjt för Pierre Sechet. Han var 1976–1988 försteflöjtist i Radions symfoniorkester. Sedan 1972 undervisar han vid Sibelius-Akademin, blev lektor i träblåsinstrument 1977 och professor 1993.
Helasvuo har konserterat dels på barockens tvärflöjt, varvid han uppvisat stor förtrogenhet med dåtida uppförandepraxis, dels på moderna instrument, ofta som solist i samtida inhemska flöjtkonserter, såsom Erik Bergmans Birds in the Morning. Han tilldelades Madetojapriset 1992.

## Referesner